# Nguyễn Văn Lộc (thủ tướng)
Nguyễn Văn Lộc (1922 – 1992) là Thủ tướng Việt Nam Cộng hòa từ tháng 11 năm 1967 đến đầu năm 1968.

## Thời trẻ
Nguyễn Văn Lộc sinh năm 1922 tại làng Long Châu quận Châu Thành - Vĩnh Long. Nay là Thành phố Vĩnh Long, Tỉnh Vĩnh Long.
Ông đỗ cử nhân Luật tại Đại Học Montpellier (Pháp) vào năm 1954 và cao học hình luật tại Đại học Paris (Pháp) năm 1964.

## Tham gia chính trường
Từ năm 1955 ông là luật sư Tòa thượng thẩm Sài Gòn.
Tháng 11/1967, ông được Tổng thống Nguyễn Văn Thiệu chỉ định vào chức Thủ tướng đầu tiên của nền Đệ nhị Việt Nam Cộng hòa. Vào giữa tháng 11.1967, ông Nguyễn Văn Lộc trình diện nội các:
- Tổng trưởng Ngoại giao: Bác sĩ Trần Văn Đỗ
- Tổng trưởng Quốc phòng: Trung tướng Nguyễn Văn Vỹ
- Tổng trưởng Nội vụ: Trung tướng Linh Quang Viên
- Tổng trưởng Xây dựng nông thôn: Trung tướng Nguyễn Đức Thắng
- Tổng trưởng Kinh tế: Trương Thái Tôn
- Tổng trưởng Tài chính: Lưu Văn Tính
- Tổng trưởng Văn hóa giáo dục: Giáo sư Tăng Kim Đồng
- Tổng trưởng Lao động: Giáo sư Phó Bá Long
- Tổng trưởng Y tế: Bác sĩ Trần Lữ Y
- Tổng trưởng Công chánh: Bửu Đôn
- Tổng trưởng Tư pháp: Huỳnh Đức Bửu
- Tổng trưởng Phát triển sắc tộc: Paul Nur
- Tổng trưởng Canh nông, Điền địa: Tôn Thất Trình
- Tổng trưởng Xã hội và Tỵ nạn: Bác sĩ Nguyễn Phúc Quế
- Tổng trưởng Giao thông vận tải: Lương Thái Siêu
- và hai Tổng trưởng phụ trách các lĩnh vực khác.

Thứ trưởng có Phạm Đăng Lâm (Ngoại giao), Trần Lưu Cung (Giáo dục; đặc trách Đại học và Chuyên ngành), Giáo sư Lê Trọng Vinh (Giáo dục; đặc trách Đệ nhất, Đệ nhị cấp và phổ thông), Luật sư Hồ Thới Sang (Giáo dục; đặc trách Thanh niên học đường), Giáo sư Bùi Xuân Bào (Văn hóa), Nguyễn Chánh Lý (Thương mại), Võ Văn Nhung (Công kỹ nghệ). Giáo sư Nguyễn Văn Tường, Đoàn Bá Cang giữ chức Bộ trưởng Phủ Thủ tướng.
Sau biến cố Tết Mậu Thân 1968, ông bị chỉ trích và ép từ nhiệm. Kể từ đây ông không làm chính trị nữa mà chuyển sang dạy học.

## Nghề dạy học
Thời gian 1969-1970 Ông là giáo sư Đại Học Hoà Hảo ở An Giang.
Trong hai năm 1971-1972 Ông làm Viện trưởng Viện Đại Học Cao Đài ở Tây Ninh.

## Văn học nghệ thuật
Với bút danh Sơn Khanh, Nguyễn Tử Việt ông viết nhiều tác phẩm như Giai Cấp (1949), Tàn Binh (1949), Loạn (1971). Ngoài ra ông có thơ đăng trong tuyển tập "Mùa giải phóng" trong vùng kháng chiến.